# 9461 Cotingkeh
9461 Cotingkeh eller 1998 HV33 är en asteroid i huvudbältet som upptäcktes den 20 april 1998 av LINEAR i Socorro County, New Mexico. Den är uppkallad efter Lyron Co Ting Keh.

Asteroiden har en diameter på ungefär 4 kilometer.